# Tiger
Tiger (Panthera tigris) är ett kattdjur som endast lever i Asien. Tigern är det  största nu levande kattdjuret. Man delar upp de idag förekommande bestånden i sex underarter. Utöver detta känner man till tre utdöda underarter. De flesta tigrar lever i fuktig tropisk och subtropisk lövskog, men finns även i tempererade löv- och barrskogar. I denna miljö utgör pälsens mönster bra kamouflage. Tigern är en god simmare och badar ofta. Den jagar ensam och äter främst medelstora djur ur familjerna svindjur och hjortdjur, men tigern är opportunistisk och äter det den kommer över, så dieten inkluderar även fisk, fåglar, insekter, amfibier, reptiler, gnagare, piggsvin och primater. Människan är den enda art som utgör något allvarligt hot mot tigern. Tjuvjakt och människans omvandling av miljön i de områden där den lever har tillsammans reducerat tigerpopulationerna kraftigt, så att den nu räknas som starkt hotad. Trivialnamnet tiger härstammar från det grekiska ordet tigris som troligtvis är besläktat med det avestiska ordet för pil, tigri. Det skulle därmed syfta på djurets potential till höga hastigheter.

## Kännetecken

### Storlek
Stora hannar av sibirisk eller bengalisk tiger når vanligen en kroppslängd (huvud och bål) mellan 270 centimeter och 310 centimeter, inklusive en minst 90 cm lång svans. Honor av sibirisk tiger når en genomsnittlig kroppslängd av 260 cm (med svans) och för honor av bengalisk tiger ligger värdet vid 250 cm. Längden för huvud plus bål ligger för sibiriska tigrar av honkön mellan 165 och 178 cm. Hos Sumatratigern som är den minsta levande underarten ligger hela längden för hannar mellan 240 och 250 cm samt för honor mellan 215 och 230 cm. Hos denna underart blir bålen och huvudet tillsammans 155 till 170 cm lång (hannar) respektive 145 till 155 cm (honor). För den utdöda balinesiska tigern som är den minsta kända underarten överhuvudtaget antas en genomsnittlig kroppslängd mellan 220 och 225 cm (med svans) för hannar, respektive 190 till 200 cm för honor.
I en del zoologiska avhandlingar som allmänt betraktas som trovärdiga av andra forskare (förutom storleksangivelsen) nämns kroppslängder upp till 290 cm för huvud plus bål eller upp till 400 cm med svansen inräknad. Dessa extrema värden betraktas däremot som överdrivna eller de grundar sig på uppskattningar eller felaktiga mätmetoder. Ibland mäts längden över alla kroppsböjningar (over curves) eller mätningen utfördes på päls från marknader. Pälsen är mycket elastisk och kan sträckas till markant storlek. Den största kända individen av kaspisk tiger dödades 1939 vid floden Ili och längden bestämdes i en rak linje från nosens spets till svansens spets (utsträckt längd, d.v.s. längden av det utsträckta djuret från nos till svansspets; "between pegs" på engelska) med 295 cm. Värdet utgjordes av 197 cm för huvud och bål samt 98 cm för svansen. För en av de största kända indiska tigrarna uppmättes hela kroppslängden (utsträckt längd) till 312,5 cm. Genomsnittsvärdet för hela längden för hannar av indisk tiger ligger vid 280 cm. För en särskilt stor hanne av sibirisk tiger som fångades i regionen Sichote-Alin och som fram till döden 1965 levde i Duisburgs djurpark bestämdes den utsträckta längden till 319 cm. Individens svans var 99 cm lång och längden för huvud och bål 220 cm. Den största trovärdiga längduppgiften som finns för en sibirisk tiger är 350 cm längs kroppskonturen, den motsvarande utsträckta längden uppskattades därför till 330 till 335 cm. Individen dödades 1943 i nordöstra Kina.
Mankhöjden för hanar av sibirisk tiger ligger vanligen mellan 97 och 105 cm. Hanar av bengalisk tiger och indokinesisk tiger är med en mankhöjd mellan 90 och 100 cm något mindre. För hanar av Sumatratiger ligger värdet däremot bara mellan 75 och 79 cm, och för sydkinesisk tiger mellan 82 och 86 cm. Honor av sibirisk, bengalisk och indokinesisk tiger når en mankhöjd mellan 78 och 87 cm. Samma uppgift för honor av Sumatratiger varierar mellan 66 och 68 cm.
Vuxna hannar av Sumatratiger når en vikt mellan 100 och 140 kg, för honor varierar värdet mellan 75 och 110 kg. Vikten för hannar av bengalisk tiger är cirka 200 till 240 kg i de norra delarna av utbredningsområdet och genomsnittligt 190 kg (enligt Mazák) i de södra delarna, för honor ligger värdet mellan 125 och 160 kg. Den tyngsta individen av bengalisk tiger som uppmättes med trovärdiga metoder hade enligt Mazák en vikt på 258 kg. Djuret sköts i låglandet Terai i Indien. En annan stor hanne av samma underart vägde 256 kg. Den största trovärdiga vikten för kaspisk tiger bestämdes för en individ från Ilifloden med 240 kg. För sibirisk tiger uppmättes den tyngsta individen med 306,5 kg, det är även det största trovärdiga värdet för tigern överhuvudtaget. Denna individ fångades som ungdjur i området kring floden Ussuri och sedan var den under namnet Circa en attraktion i en cirkus innan den dog tio år gammal. Andra uppgifter om sibiriska tigrar med en vikt betydligt över 300 kg kan inte verifieras. Mazák uppger genomsnittsvikten för en vuxen sibirisk tiger av hankön till 230 kg. Den utdöda balinesiska tigern nådde enligt uppskattningar en kroppsvikt mellan 90 och 100 kg (hannar) respektive mellan 65 och 80 kg (honor). Den javanesiska tigern var med en vikt från 130 till 135 kg (hannar) respektive omkring 100 kg (honor) något tyngre.
Med en genomsnittlig utsträckt längd mellan 260 och 270 cm samt en maximal längd som sällan ligger över 285 cm är lejonhannar allmänt kortare än tigerns största underart. Därför betecknas tigern vanligen som världens största kattdjur. Det största trovärdiga längdmåttet som bestämdes för ett lejon som fångades norr om Victoriasjön ligger vid 310 cm. Även här är värdet för den sibiriska tigern större. Ett undantag är hybrider av lejonhanne och tigerhona (liger, se lejonhybrid) som kan nå en längd (med svans) upp till 350 cm och en vikt upp till 400 kg, men de förekommer inte i naturen.

### Pälsfärg
Pälsens grundfärg varierar från gul till orangeröd, med vita områden på bröstet, nacken och insidan av benen. Ränderna varierar från svart till grått och brunt. De flesta tigrar har drygt 100 ränder. Varje individ har ett eget unikt mönster av ränder. Mönstret tycks ha betydelse för tigerns överlevnad genom att det gör att bytesdjuren har svårt att se den. Mönstret finns förutom i pälshåren också i själva huden. Vita tigrar är inte albinos vilket man kan konstatera eftersom de har blåa ögon.
Pälsen är hos de flesta underarterna kort men amurtigern har genom evolutionens drivkrafter anpassats till det kalla klimatet med en lång och tät päls. Den bengaliska tigerns hår är till exempel en centimeter långt medan amurtigerns hår når fem centimeter på djurets rygg och upp till tio centimeter på buken.[källa behövs] Tigerns klor kan vara upp till 10 centimeter långa. Bengaliska tigrar har de längsta hörntänderna som kan ha en längd på 10 cm.

### Huvud och tanduppsättning
Liksom andra kattdjur har tigern en rund pupill. Ögonens regnbågshinna har vanligen en gul färg. Skallens form är liksom hos andra storkatter mera långsträckt än hos små kattdjur (Felinae). I storlek och konstruktion liknar tigerns skalle mycket lejonets skalle, endast vid näsbenet skiljer de sig lite åt. Större avvikelser mellan dessa arter finns i underkäkens konstruktion. Skallens längd varierar för stora underarter av honkön från 290 till 310 mm, hos Sumatratigern når skallen endast längder mellan 295 och 340 mm (hannar) respektive 263 till 293 mm (honor). För den utdöda balinesiska tigern var skallens längd cirka 295 mm (hannar) respektive 265 mm (honor). Hjärnan har vanligen en volym mellan 250 och 300 cm³.
Tandformeln är liksom hos andra kattdjur I 3/3 C 1/1 P 3/2 M 1/1, alltså 30 tänder. Den enda övre molaren är oftast liten och den saknas ibland helt. Samma gäller för en av de övre premolarer. Däremot är de övre hörntänderna (Canini) mycket stora, ibland 70 mm räknad från tandköttet. De undre hörntänderna är något kortare. Tandsaxen bildas av den fjärde övre premolaren och den första undre molaren. Dessa tänder når hos vuxna tigrar en längd på 34 till 38 mm respektive 26 till 29 mm.

### Skelett och inre organ
Tigerns skelett är typiskt för kattdjur och det finns bara få skillnader till lejonets skelett. Differenser finns till exempel vid överarmsbenet. Vid de främre tassarna är varje tå utrustade med en böjd klo som kan dras in och gömmas under hudveck. Längst är klorna vid de yttre tårna med en längd upp till 80 eller 100 mm. Även vid de bakre tassarna finns indragbara klor. Tigerns ryggrad har 55 till 56 kotor och bröstkorgen bildas av 13 par revben. Hjärtat når en vikt mellan 600 och 1100 gram, tarmen når en längd omkring sju meter. Tigern har liksom andra kattdjur en dubbel uppsättning av 18 kromosomer och därtill kommer två könskromosomer, alltså 38 kromosomer. Sibiriska tigrar skapar före vintern ett fettskikt som vid vissa ställen blir 50 mm tjockt.

### Fotspår
Vuxna tigrar har i genomsnitt en steglängd på 70 cm (hannar) respektive 60 cm (honor). Spårets storlek beror mycket på marken. Avtrycket från en större vuxen hanne har på fuktig lera en längd av cirka 14 till 17 cm samt en bredd av cirka 13 till 16 cm. Fotspåret för en hona är vid samma förhållanden 12 till 14 cm lång och 11 till 13 cm bred. Måtten för spåret i snö, särskild i nysnö, kan vara betydligt större.

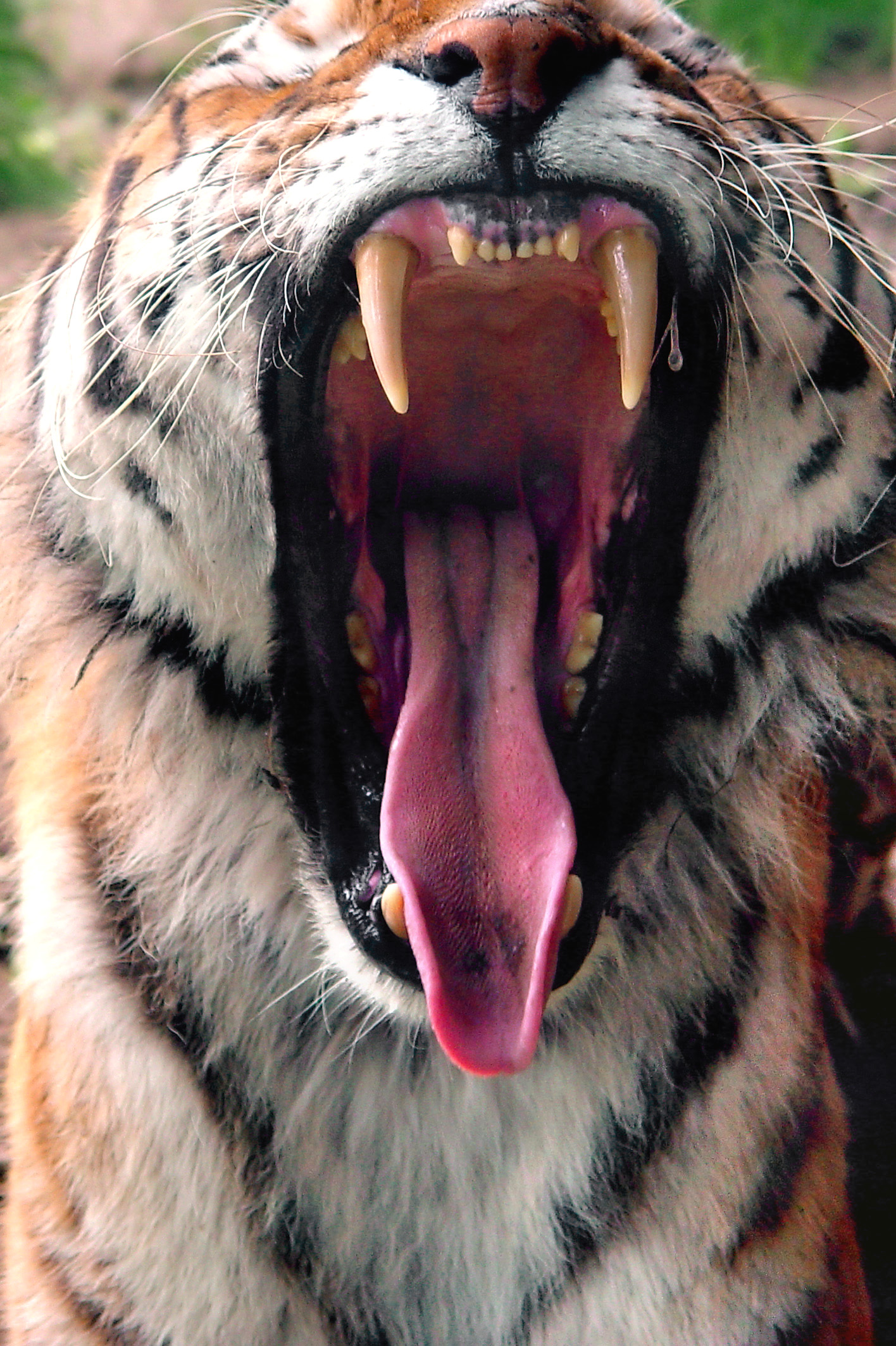
Närbild på tigerns övre tänder
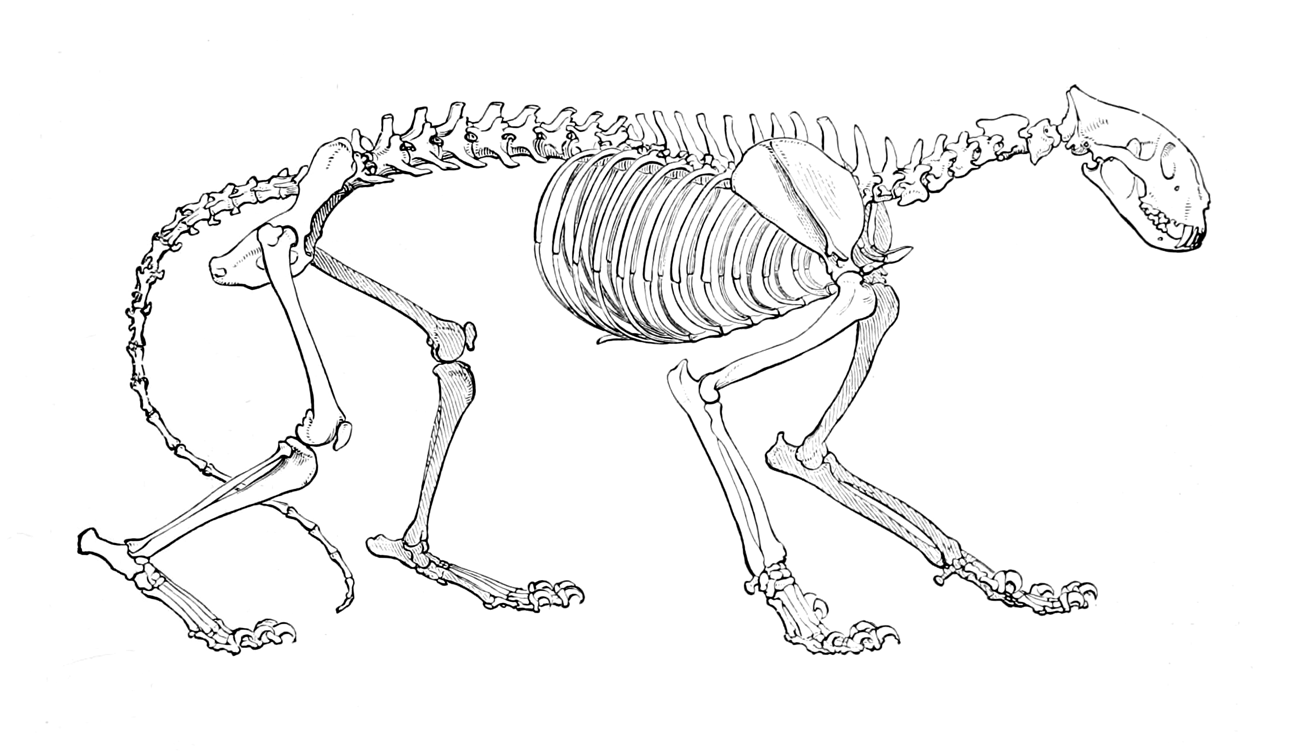
Tigerns skelett

## Systematik

### Evolution
Det finns inte många fossil av arten och därför är det svårt att rekonstruera tigerns evolution. De äldsta fynd av ett kattdjur som liknar tigern finns från Kina och Java. Dessa fossil klassificerades i början som Felis palaeosinensis. Denna art tros ha levat vid början av pleistocen, för 2 miljoner år sedan, och var mindre än den nuvarande tigern. Tidiga fossil av Panthera tigris dateras till 1,8 till 1,6 miljoner år gamla och har återfunnits på Java. Från pleistocen finns också fynd av tigerfossil från Kina, Sumatra, Java, Sibirien och Altaj. Fynd från Indien och andra delar av Asien finns först från slutet av pleistocen. Några fossil härstammar från öar som utgör rester av den förmodade landbro som fanns mellan Asien och Amerika. Det finns dock inga fossil av tiger ifrån Amerika. Vidare har man funnit fossil från Sachalin och Japan, och från början av holocen fanns arten även på Borneo och Palawan.
Länge antogs att det aldrig funnits tigrar på Sri Lanka. Nyare fynd av fossil tyder på att kattdjuret nådde området för 20 000 år sedan när inlandsisens utbredning på jorden under pleistocen var som störst. Vid denna tid fanns en landbro mellan det indiska fastlandet och Sri Lanka. På samma ö hittades även fossil av lejonet (underarten: Panthera leo sinhaleyus) som försvann där före tigerns ankomst för 37 000 år sedan. Idag finns varken lejon eller tigrar på Sri Lanka.

### Underarter

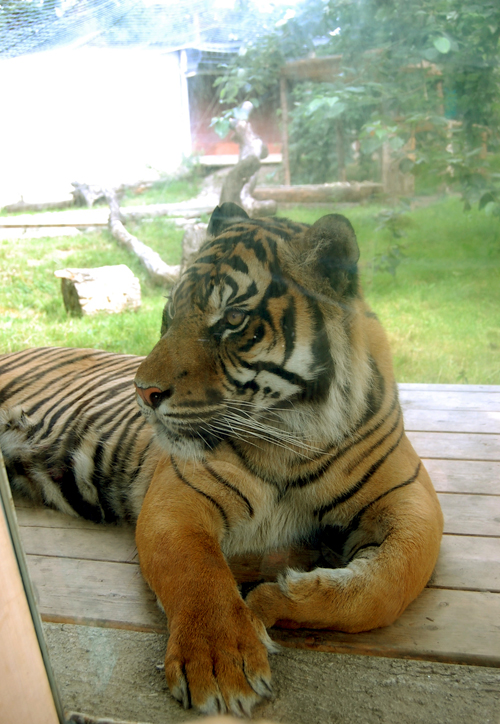
En Sumatratiger i fångenskap, fotograferad på Eskilstunas zoo.

Vanligen skiljs mellan nio underarter varav tre redan är utdöda. Malayatigerns (P. t. jacksoni) status som självständig underart är omstridd, men den räknas med här för att följa den klassiska systematiken. Genetiska studier av det nu levande beståndet bekräftar indelningen i sex underarter. Dessa studier tyder på att den genetiska skillnaden mellan de fem underarter som förekommer på det asiatiska fastlandet inte är särskilt stora. Däremot finns en tydlig genetisk divergens gentemot Sumatratigern. Populationen på Sumatra och andra öar i samma område skildes troligen från populationen på fastlandet under senaste istiden för 6 000 till 12 000 år sedan. Vid denna tidpunkt sjönk den existerande landbron i havet. Discoll et al. föreslog en sammanslagning av den utdöda kaspiska tigern med dagens sibiriska tiger till en enda underart, då den genetiska skillnaden mellan dessa populationer är obetydlig.
- Balitiger (P. t. balica): var den minsta underarten. Den levde endemiskt på Bali och är numera utdöd. Pälsens grundfärg var mörkare än hos Sumatratiger och Javatiger och de svarta strimmorna var bredare, dessutom fanns ofta svarta fläckar anordnade i strimmor.[17] Den sista individen sköts i slutet av 1930-talet eller något senare.[18]
- Bengalisk tiger, kungstiger eller indisk tiger (P. t. tigris): är den näst största underarten (efter sibirisk tiger); den lever i Indien men finns också i Bangladesh, Nepal, Bhutan och västra Myanmar. Pälsens färgteckning hos vilda individer varierar mycket men den är allmänt mörkare än sibiriska tigrar och ljusare än sydostasiatiska underarter. Nyare studier hittade diverse genetiska skillnader mellan underartens olika populationer. Hela beståndet uppskattas till något färre än 2 500 vilda individer och av dessa lever de flesta (cirka 1 400, år 2008) i Indien, vilket var den lägsta nivån någonsin. En inventeringen som utfördes under 2014 visade att det fanns cirka 2 226 tigrar i 17 indiska delstater. Därmed har tigerstammen i Indien har ökat kraftigt under de senaste åren.[19] Underarten listas liksom de andra underarterna som starkt hotad (endangered) men beståndet betraktas som något mer stabilt.[20] Den vita varianten ("vit tiger") uppkom genom människans avel.
- Indokinesisk tiger (P. t. corbetti): är lite mindre än bengalisk tiger och i grundfärgen lite mörkare, strimmorna delas ofta upp i fläckar. Beståndet är glest fördelat över Burma, Thailand, Laos, Kambodja och Vietnam. Världsnaturfonden befarar att det bara finns 350 individer kvar medan andra uppskattningar nämner upp till 2 500 individer.[21]
- Javatiger( P. t. sondaica): var lite mindre än Sumatratigern och är utdöd, grundfärgen liknade Sumatratigern men strimmornas anordning var tätare.[22] Underarten levde endemiskt på Java, den sista javatigern sågs i mitten av 1970-talet.[23]
- Kaspisk tiger eller persisk tiger (P. t. virgata): listas som utdöd och skiljer sig från sibirisk tiger genom ett större antal smala strimmor, håren i pälsen var jämförelsevis långa. Underartens utbredningsområde sträckte sig från Anatolien över Irak och Centralasien till Mongoliet.[24] Nyare genetiska studier tyder på att underarten var identisk med den sibiriska tigern och att uppdelningen i två populationer skedde genom människan.[16] Den sista kaspiska tigern dog under 1970-talet,[25] alla nyare berättelser om iakttagelser av 20 till 30 individer är obekräftade.
- Malayatiger (P. t. jacksoni): förekommer på Malackahalvön och en del zoologer betraktar underarten som identisk med den indokinesiska tigern,[4] det finns genetiska skillnader mellan dessa populationer men de har samma grundmönster i pälsen och en likadan skallkonstruktion. Övergången mellan Malayatiger och indokinesisk tiger är flytande. Beståndet uppskattas till 500 till 1 500 individer.[26]
- Sibirisk tiger eller amurtiger (P. t. altaica): lever i sydöstra Ryssland och är världens största kattdjur, den kan uppnå en längd på 3,3 meter och väga över 300 kg.[27] Pälsen är jämförelsevis lång och har en relativt ljus färg.[28] På grund av jakt minskade underartens bestånd till tidvis omkring 30 individer, efter inrättade skyddsåtgärder finns numera 350 till 400 individer.[29]
- Sumatratiger (P. t. sumatrae): lever på ön Sumatra i Indonesien, är den minsta av de nu levande underarterna. Strimmorna är ofta delade i en rad fläckar, hannar har ett påfallande skägg vid kinden.[30] Internationella naturvårdsunionen uppskattar beståndet till upp till 500 individer och listar underarten som akut hotad (critically endangered).[31]
- Sydkinesisk tiger (P. t. amoyensis): är en medelstor underart och något mindre än bengalisk och indokinesisk tiger. Strimmorna har oftast ett större mellanrum. Utbredningsområdets norra gräns sträckte sig tidigare till 38:e eller 40:e breddgraden och i syd förekom underarten fram till provinserna Yunnan, Guangxi och Guangdong.[32] På grund av upphittade fotspår antas att några individer lever kvar i Guangdongs bergstrakter, beståndet befaras snart vara utdött på grund av inavelsdepression, ungefär 70 individer lever i kinesiska djurparker och för dessa påbörjades ett avelsprogram för senare återinföring i vildmarken, det är även påtänkt att flytta vissa individer till ett reservat i Sydafrika där de ska anpassa sig till naturen innan de flyttas tillbaka till sitt ursprungliga habitat.[33]

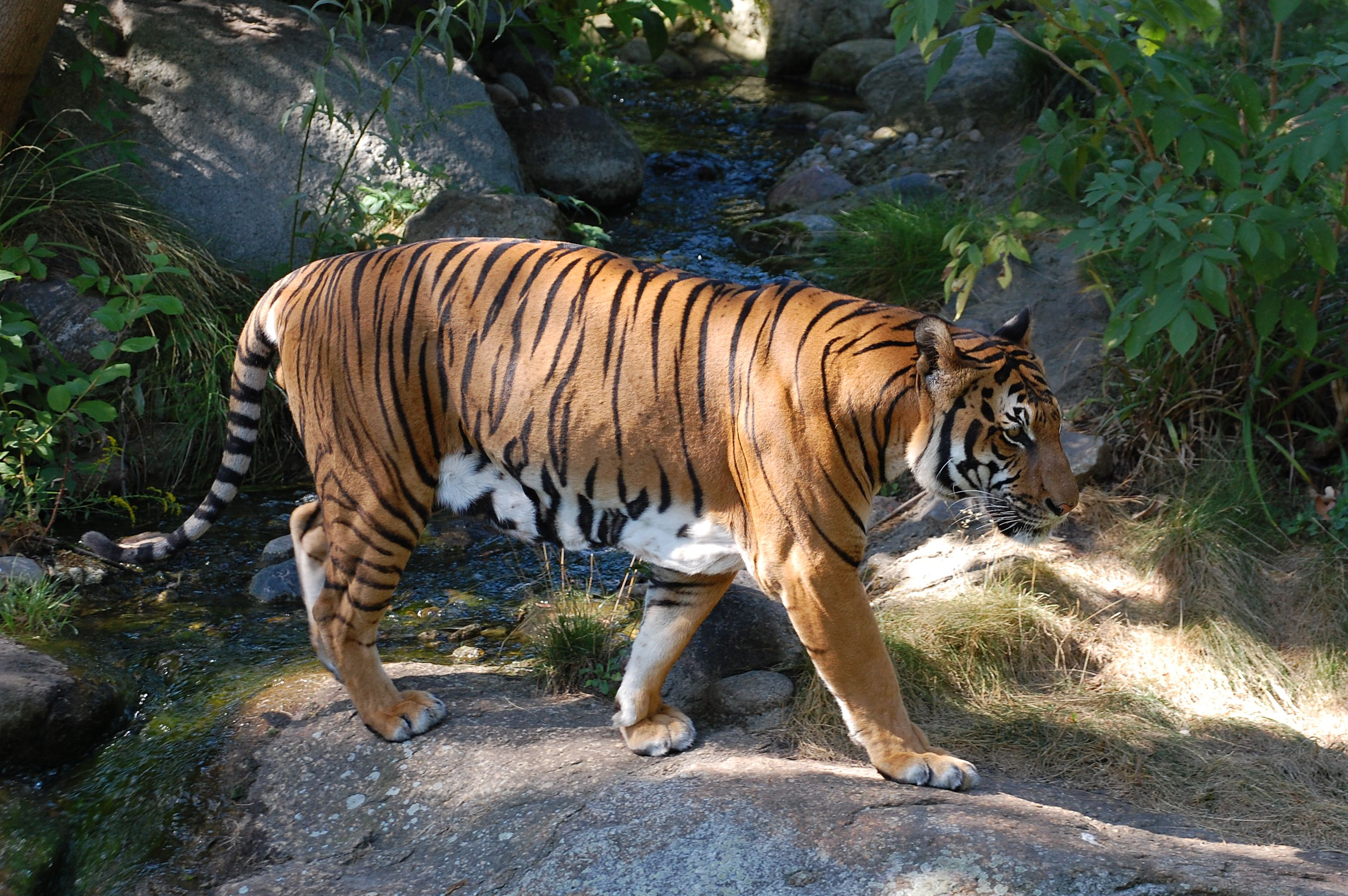
Indokinesisk tiger
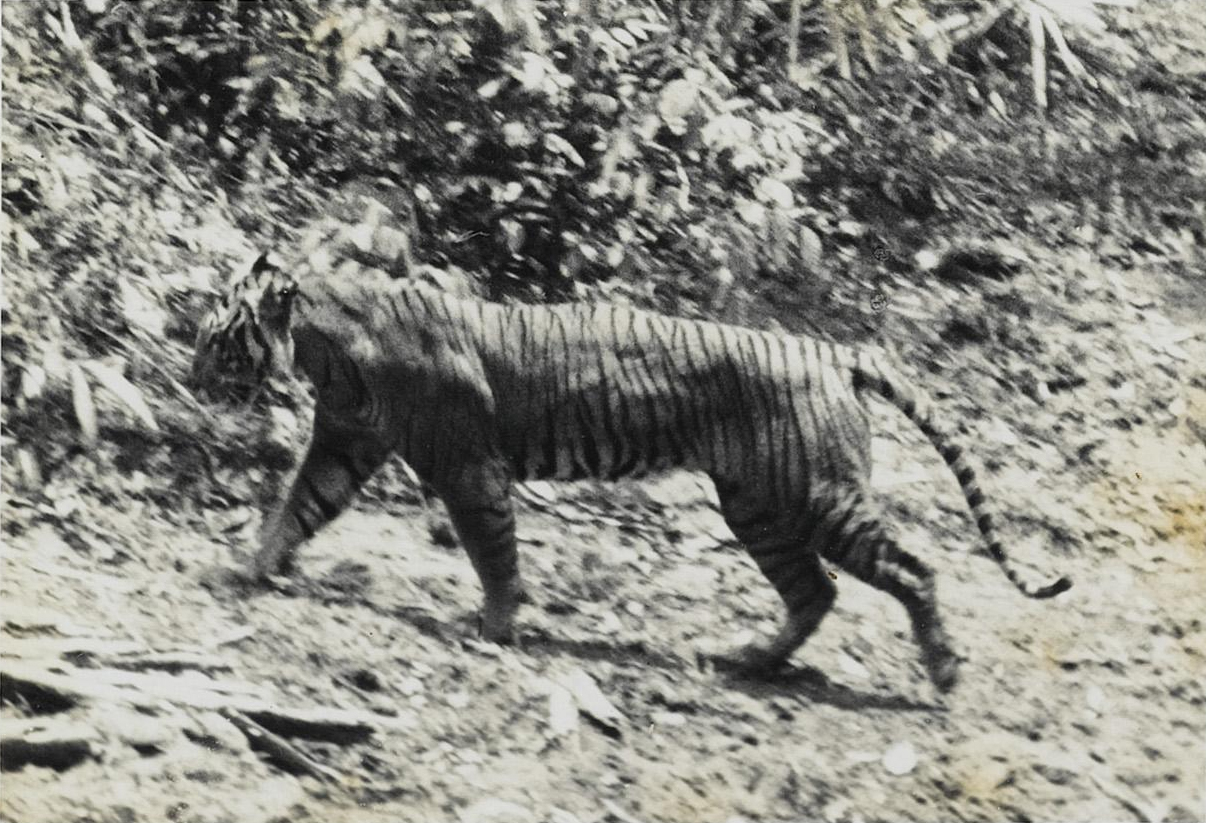
Den utdöda Javatigern
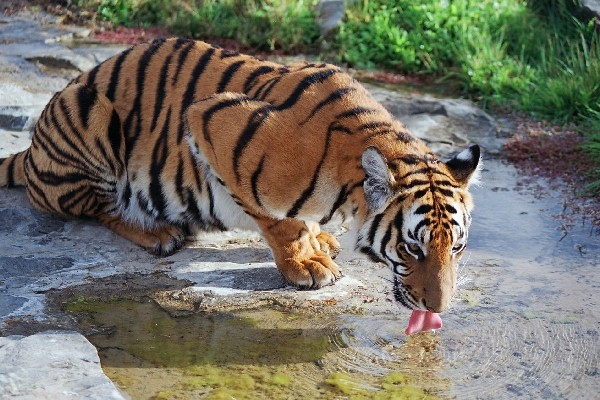
Sydkinesisk tiger

## Utbredning
Utbredningsområdet sträcker sig idag från Indien, som har runt 60 procent av världens vilda tigrar, österut till södra Kina och söderut till Sydostasien. Dessutom finns en isolerad population i östra Sibirien kring Amurfloden och dess bifloder. I sydost förekommer arten även på den indonesiska ön Sumatra. Fram till 1970-talet levde tigern dessutom på Java och under 1930-talet nådde utbredningsområdet fram till Bali. Fossil från pleistocen och subfossila fynd från tidigt holocen bekräftar att arten under dessa tider förekom på Borneo. Historiska bestånd existerade i Sydvästasien och Centralasien. De sista individerna av dessa populationer dog troligen ut under 1970-talet.

### Historiskt utbredningsområde
Då tigern har som vana att vandra över större sträckor bör det skiljas mellan regioner där arten vistas tidvis och områden där tigern förekommer permanent. Även i regioner där arten blev utrotad av människan iakttas ibland strövande individer.
Troligen var arten under medeltiden, särskilt under 900- och 1000-talet, etablerad i lägre bergstrakter kring Lilla Kaukasus samt söder om Stora Kaukasus. Några zoologer antar att kattdjuret tidvis vandrade längs västra Kaspiska havets kustlinje norrut. En del uppgifter tyder på att tigern kom fram till bergstrakter norr om Kaukasus eller till och med till floderna Don och Dnepr. Därför antas att tigern kan vara identisk med det "ilska vilda djuret" (ryska: лю́тый зверь) som nämns i en del medeltida ryska texter. Andra forskare tror att det var ett lejon eller en leopard.

## Ekologi

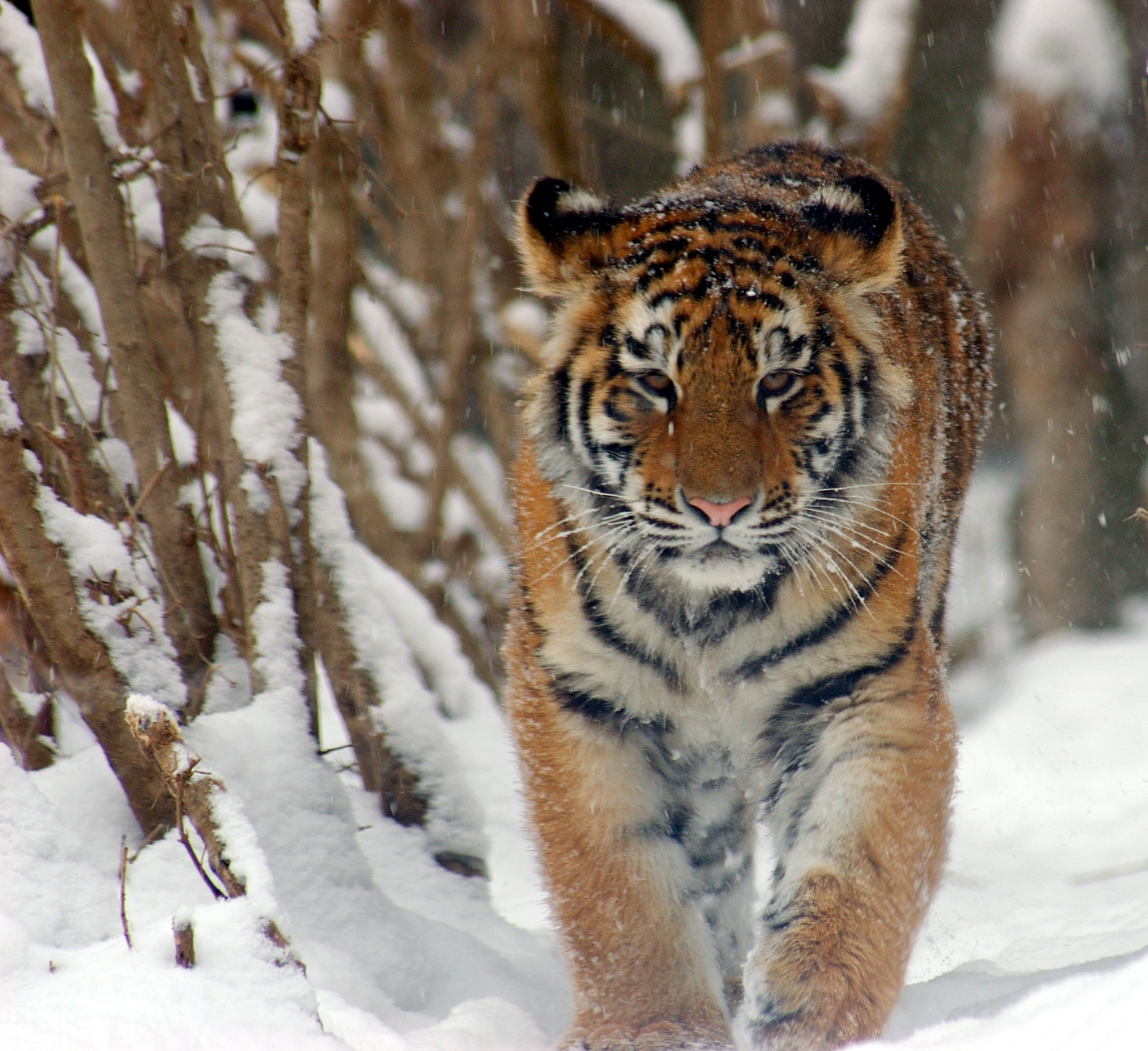
Sibirisk tiger

Tigern är vanligen aktiv mellan skymningen och gryningen men jagar ibland på dagen efter sina byten. När den letar efter föda vandrar den ofta längre sträckor. Det gäller främst för individer i regioner med sämre tillgång till föda som östra Sibirien. Där vandrar kattdjuret under en natt 20 till 25 km, i sällsynta fall 80 till 100 km. Bredvid dessa rörelser i revirets gränser utför tigern ibland särskilt långa vandringar för att leta efter ett nytt territorium. Det nya reviret ligger ibland flera hundra kilometer från det ursprungliga reviret. Tigern har utmärkt simförmåga och vistas i motsats till lejonet och leoparden gärna i vattnet. Arten kan simma genom stora floder som är 6 till 8 km breda, i undantagsfall upp till 29 km bredd. Däremot är tigern på grund av sin storlek en sämre klättrare. Vanligen undviker den klättring i träd men tigern klättrar ändå om den blir hotade av förvildade hundar eller vid en stormflod. Det sistnämnda dokumenterades till exempel under en flod i mangroveskogen Sundarban. Tigern har olika gömställen i reviret där den vilar. Det kan vara nedfallna träd, täta vegetationsansamlingar eller grottor.
Tigrar lever ensamma och därför träffas honor och hanar bara under en kort tid i samband med parningen. De har revir som markeras längs gränsen med urin. Revirets storlek är avhängigt av kön och av tillgången till föda. Hos en population i Nepal som undersöktes 1987 hade honor ett 10 till 50 km² stort revir. Hannarnas territorium sträckte sig i samma region över 20 till 150 km². Tigrar i Indien har ett 50 till 1000 km² stort revir. För sibirisk tiger varierar revirets storlek ofta mellan 500 och 4000 km² och enskilda individer kan ha ett 10 500 km² stort territorium. Honornas revir är oftast tydligt mindre an hanarnas. Varje individ försvarar sitt revir mot artfränder. Honor kan vara särskilt aggressiva när de har nyfödda ungar.
Efter dräktigheten som varar i 96 till 110 dagar föder honan vanligtvis två till tre ungar. I sällsynta fall kan honan föda så få som en eller så många som sju ungar. Ungarna stannar hos honan i cirka tre år och därför syns honor nästan alltid i sällskap med ungar. Efter denna tid eller lite senare är ungarna könsmogna. Medellivslängden ligger mellan 20 och 25 år.

### Jaktmetod
Tigern smyger likt de övriga kattdjuren fram nära bytet och gör sedan ett snabbt utfall och använder då sin kroppstyngd och styrka till att knuffa bytet ur balans. De kan övermanna bytet från nästan vilket håll som helst, vanligtvis från ett bakhåll. De biter i halsen och kan ofta bita av ryggraden, luftstrupen eller en artär. Tigern kan även ta större djur som gauroxar, vilka kan väga upp till ett ton.

## Status och hot
Tigerns bestånd genomgick under 1900-talet en kraftig minskning. Omkring 1920 uppskattades hela populationen till cirka 100 000 individer. Under 1970-talet antogs däremot att endast 4 000 vilda individer hade överlevt. Vid denna tid dog underarterna javatiger och kaspisk tiger helt ut.
Den sista vilda individen av balinesisk tiger försvann redan under 1930-talet. Under mitten av 1900-talet var även den sibiriska tigern nära sin utrotning, och det vilda beståndet av den nordligaste underarten uppskattades 1949 till endast 20–30 individer. Främst på grund av olika bevarandeprojekt, som till exempel Världsnaturfondens Project Tiger, återhämtade sig (alternativt: stabiliserades någorlunda) populationen i östra Sibirien och Indien under de följande åren.
I andra regioner fortsatte beståndets tillbakagång däremot oförändrat. Omkring år 2000 uppskattades hela artens population till 5 000 till 7 000 individer, och år 2010 antogs det vilda beståndet vara mellan 3 000 och 5 000 individer. Det ringa antalet individer från nyare forskningsrapporter beror delvis på beräkningsmodeller som är mer noggranna än gamla modeller.
IUCN klassificerar tigerns vilda population som starkt hotad (endangered). Som utrotad räknas arten i följande länder: Afghanistan, Iran, Kazakstan, Kirgizistan, Nordkorea, Pakistan, Singapore, Tadzjikistan, Turkiet, Turkmenistan och Uzbekistan.
| Underart           | Uppskattad population; IUCN-status                                 |
| ------------------ | ------------------------------------------------------------------ |
| Sibirisk tiger     | cirka 400; starkt hotad (endangered)                               |
| Bengalisk tiger    | 1700–2300; starkt hotad (endangered)                               |
| Indokinesisk tiger | 420–1000; starkt hotad (endangered)                                |
| Malayatiger        | 500–750; starkt hotad (endangered)                                 |
| Sydkinesisk tiger  | kanske redan utrotad i naturen; akut hotad (critically endangered) |
| Sumatratiger       | 350–500; akut hotad (critically endangered)                        |
| Balinesisk tiger   | (utrotad)                                                          |
| Javanesisk tiger   | (utrotad)                                                          |
| Kaspisk tiger      | (utrotad eller kanske sällsynt) 20-30                              |

Runt 20 000 tigrar finns i djurparker.